# Equipo de Reservas del Club Alianza Lima
El Equipo de Reservas del Club Alianza Lima es el más alto de los equipos juveniles del Alianza Lima y del equipo de reservas del club. Juegan la Liga 3, la tercera categoría del fútbol nacional. Es el segundo equipo de Alianza Lima después de la escuadra principal. Tras la estipulación de las bases del torneo para la temporada 2019, se limita la presencia a tres jugadores de más de 20 años por partido. Fueron campeones del torneo de reservas dos veces (en 2011 y 2022) desde su creación en 2010.
A partir de la temporada 2025, el equipo juega sus partidos de local en el Estadio Hugo Sotil en Villa el Salvador, la tercera casa del Club Alianza Lima. Alianza Lima también cuenta con un equipo sub-18 que, al formar parte de la estructura de divisiones menores del club, nutre de jugadores al equipo de reservas. Juega en la Copa Federación Oro Sub-18 y disputa partidos de local en el Complejo AELU.

## Historia

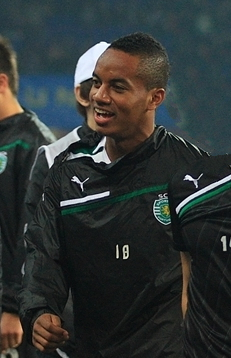
André Carrillo destaque de la reserva aliancista durante las temporadas 2010 y 2011.

### La primera década
2010
Para el año 2010, el equipo de reserva contaba con un equipo lleno de jóvenes figuras, que en su mayoría venían de campeonar la Copa Federación Sub-18 del año anterior. Muchos de los futbolistas del equipo de ese año (que contaba con jugadores de experiencia en Primera División, como es el caso de George Forsyth) terminarían destacando en el campeonato de reservas como Diago Portugal y Hans Tarrillo (primer y segundo goleador del equipo en la temporada respectivamente); en el nivel profesional en el Perú como Luis Trujillo, Jorge Bazán, Jorge Molina, Cristofer Soto, Miguel Curiel, Carlos Olascuaga, Jack Durán, Kerwin Peixoto, y Saúl Anicama; y otros como André Carrillo y Paolo Hurtado, quienes terminaron destacando a nivel internacional. Aquel año el equipo terminó tercero del campeonato, ya que pese a haber obtenido la misma cantidad de puntos que el equipo que terminó en segundo lugar (USMP), e inclusive mejor diferencia de gol, en los dos partidos en los que se enfrentaron el saldo fue de un empate 2-2 y una derrota por 3-1, sellando de esa manera el podio del torneo que terminó ganando la UCV. 
2011
Para el año siguiente, una gran cantidad de jugadores de Reserva fueron promovidos al primer equipo; sin embargo, siguieron alternando en el equipo tanto en el campeonato de reserva de esa temporada como en la Copa Libertadores Sub-20, competición organizada por la FPF y Movistar. Al equipo del año anterior se sumaron las figuras que habían destacado en la Copa Federación de la temporada 2010, como Hernán Hinostroza, Yordy Reyna, Ángel Azurín, Antony Mamani, Carlos Ascues, Koichi Aparicio y Carlos Beltrán. En el Torneo de Reserva de ese año quedaron en el primer lugar, perdiendo 3 partidos en toda la temporada y ganando su primer título en apenas el segundo año de creado el torneo. En la Libertadores Sub-20 el equipo quedó en el cuarto lugar. A pesar de ser un torneo amistoso, sirvió de mucho para la aparición de figutas claves en el club, ya que muchos de los jugadores que disputaron el torneo llegaron a consolidarse en primera división, siendo incluso algunos fichados por clubes del extranjero y siendo convocados a la selección peruana.
2012

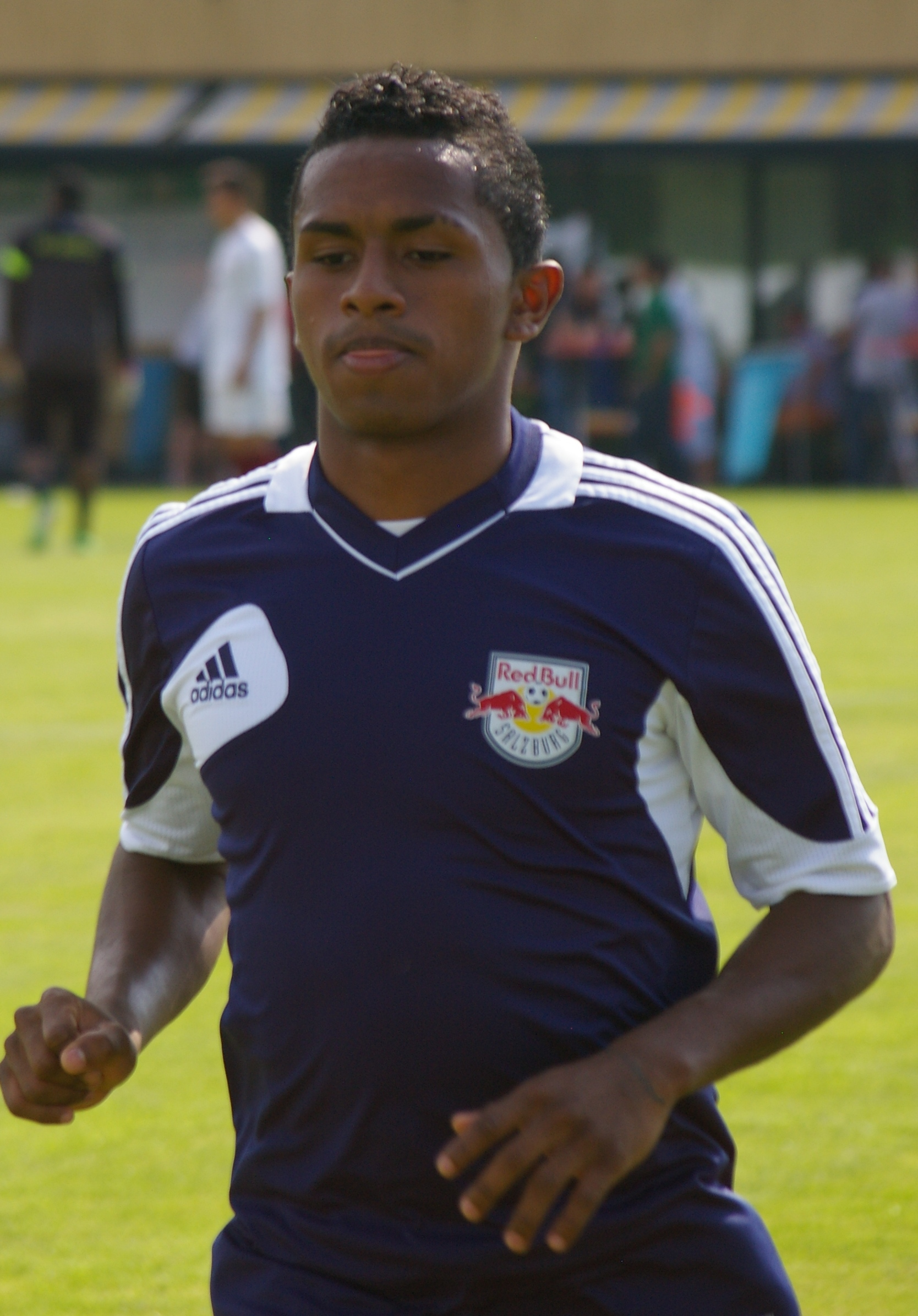
Yordy Reyna, abanderado de la generación que asumió la crisis dirigencial del 2012.

La temporada 2012 del fútbol peruano inició con una huelga de jugadores que permitiría que muchos jugadores juveniles debuten en Primera División antes de debutar en el equipo de reserva. El club íntimo no era ajeno a los problemas generalizados del fútbol peruano, que llegó a una situación lo suficientemente decadente como para que el presidente de la República del Perú de ese entonces, el señor Ollanta Humala Tasso, promulgue un Decreto de Urgencia, mismo que fue derogado para promulgar una ley con un texto idéntico, la cual fue bautizada como "salvavidas" del fútbol peruano. En medio de la toma del club por parte de los socios e hinchas y la consecuente fuga del presidente de ese momento, Guillermo Alarcón, el club comenzó el Torneo de Reserva de ese año ganando por walk over ya que los jugadores que conformarían la reserva de ese año tendrían su debut en la primera fecha del campeonato de Primera División, igualando 2-2 contra León de Huánuco. A mitad de año muchos de los jugadores del primer equipo se irían el club, con lo que los reservistas que eran el destaque del torneo como Yordy Reyna, Rodrigo Cuba, Sergio Peña, Wilder Cartagena, Jhonny Vidales, Junior Ponce, entre otros fueron figuras del primer equipo, que logró revertir la situación nefasta del club, que se encontraba cerca del descenso. Esto tuvo repercusión en el Torneo de Reserva, en el que el club terminó en cuarto lugar, utilizando jugadores muy por debajo del promedio de edad de años anteriores. A pesar de que en la misma temporada 2012 no parece haber habido alguna repercusión de la grave crisis que el club atravesaba, esta se haría presente en los años sucesivos, ya que el club entraba en una etapa de proceso concursal. La dirigencia la asume Alba Consult, presidida por Susana Cuba; quien manifestó que el objetivo principal no era la consecución de títulos, sino la compra y venta de jugadores, lo que terminaría por anunciar una larga sequía de títulos en el club en todas sus divisiones. Esto, como no podía ser de otra manera, afectaría al equipo de reserva.
Sequía y reestructuración (2013-2017)

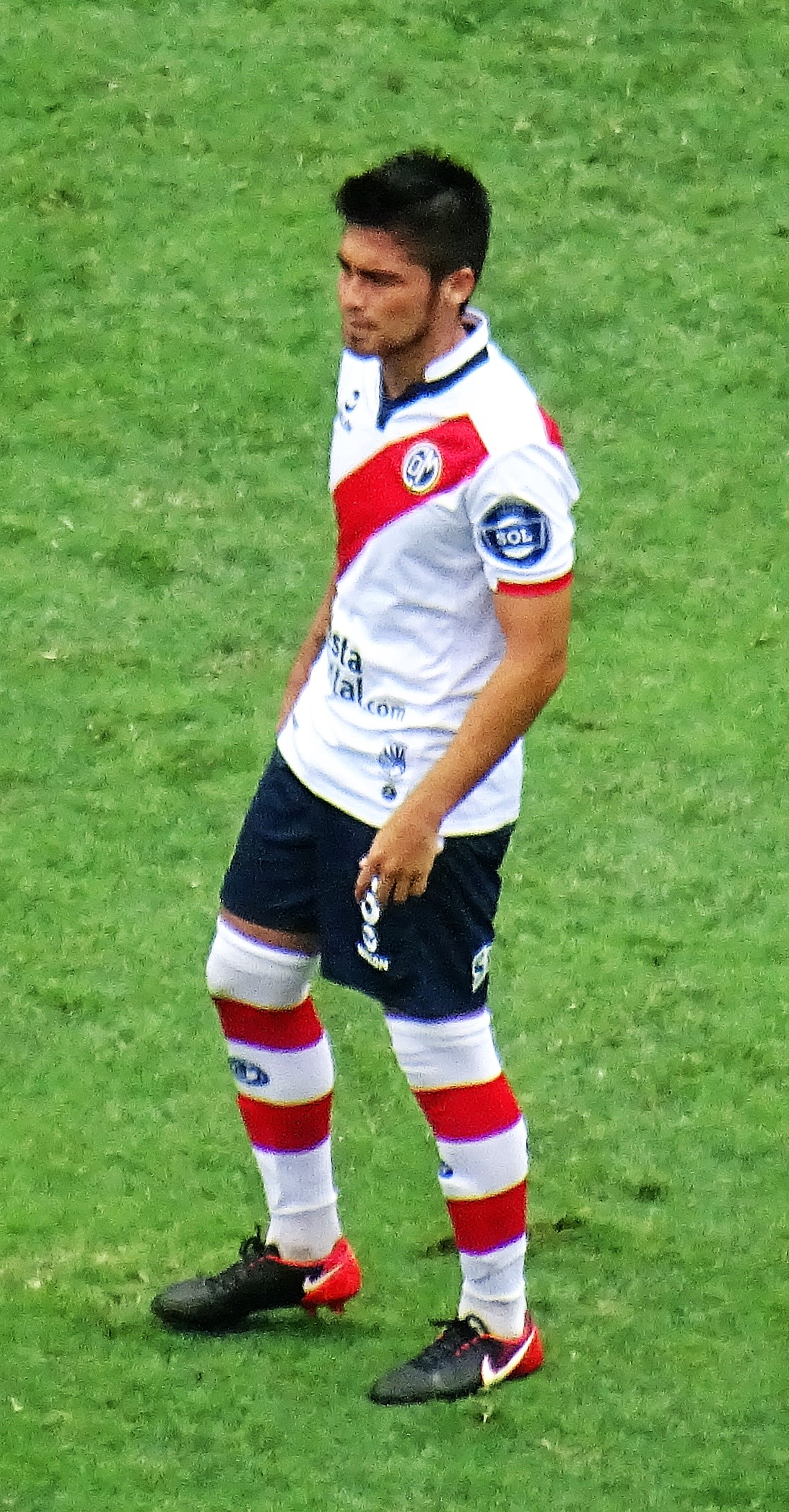
Rodrigo Cuba, lateral derecho que destacó en el equipo de reserva.

Con la nueva dirigencia en el club, se reemplazó al técnico del año anterior: Willy López asumió como DT en reemplazo de Aldo Cavero. Este año, el equipo de reserva tuvo nombres con experiencia, como Diego Donayre, José Cánova y Wilder Cartagena, a los que se le sumaron nuevas apariciones; como Branco Serrano, Cristian Buenaño, César Mayuri, Roberto Aparicio, Sergio Hernández, Renatto Chira, Franco Navarro, Aldair Rodríguez, entre otros tantos jugadores. El equipo terminó segundo en el Torneo de Reserva de la temporada 2013, quedándose a cinco puntos del campeón USMP; sin embargo, no todo sería bueno para el plantel ya que, según varias denuncias, el entrenador de turno maltrataba a los jugadores. Estos incidentes le costaron el puesto al entrenador López, quien fue reemplazado por Jaime Duarte para el año siguiente. Durante el año 2013, la administración de Susana Cuba le encarga el proyecto de menores a Ernesto Arakaki, como Director de las escuelas (actualmente es el Gerente de Menores del club). El año 2014 el club comenzó a sentir la pegada de la crisis, ya que sus divisiones menores no conseguían un campeonato de Copa Federación en ninguna categoría por tercer año consecutivo. Ese hecho, sumado a la política de compra y venta de la administradora Susana Cuba, llevó al club a tener un equipo de reservas cada vez con menos apariciones destacadas. Bryan Canela, Erick Rossi, Ray Caña, Gustavo Nario, Jorge Samillán y Aldair Ramos se sumaron a algunos nombres anteriores como Cristian Mejía, Roberto Aparicio, David Torres y Sergio Hernández. El equipo terminó en octavo lugar de un torneo que buscó tener el mismo formato del de Primera División y al que no se pudo adaptar. Para la temporada 2015 los problemas no tendrían cómo acabar, ya que al igual que el torneo pasado, se coronó a 3 campeones, y ninguno de estos fue Alianza Lima. De nada sirvió la aparición de jóvenes valores como Gonzalo Guadalupe, Jair Córdova, Alexander Llanos, Anthony Lavalle, Carlos García ni las incorporaciones de Juan Diego Li ni de Fernando Canales. Esta vez con problemas dirigenciales siendo protagonistas de la temporada, surgieron denuncias de malos manejos dirigenciales con beneficio para la consultora que tenía la administración temporal de turno, que terminarían no solo con la salida de Susana Cuba como administradora del club, sino también de Guillermo Sanguinetti del primer equipo, lo que llevaría a quitarle al equipo de reserva a su DT, quien era en ese momento Gustavo Roverano. En medio de toda esta coyuntura, con la promoción forzada de jugadores al primer equipo, Roberto Holsen como DT y sin un rumbo fijo, el equipo de reserva culminó en el puesto 11 del torneo del 2015, su peor registro desde la creación del torneo. Para el 2016 aparecieron nuevos nombres como José Cotrina, José Marina, Francisco Duclós, Luis Garro, Daniel Prieto, Erinson Ramírez, entre otros varios, que afrontaron el torneo de aquel año. Esta vez comandados por Fabricio Sierra, quien se convirtió en el primer DT desde José Soto en tener más de 12 meses el cargo de entrenador de la reserva, el equipo sumó apenas un punto más que el año anterior, y terminó en el puesto 10 del campeonato. El año siguiente emergieron figuras como la de Aldair Fuentes, Alfredo Carrillo, Renato Rojas, Diego Carabaño, Gonzalo Sánchez y Franco Allain así como las incorporaciones de Aurelio Gonzales-Vigil, Alexis Cossio y el regreso del arquero Ángelo Campos. Nuevamente, el equipo de reserva deambuló por el campeonato, recalando en el noveno puesto.
Cambio de timón (2018-presente)
Tras los malos resultados de las tres temporadas anteriores, se decidió cesar a Fabricio Sierra de su cargo para reemplazarlo por el exjugador Guillermo Salas. Este cambio resultó acertado, ya que supo acoplar las nuevas apariciones: Kevin Ferreyra, Mauricio Matzuda, Erick Noriega, Axel Moyano, Diego Espinoza, Franz Schmidt; manejar al grupo y abocarlo a buscar el título del torneo de reserva, que peleó palmo a palmo con Sporting Cristal, terminando finalmente segundo. Ese mismo año el club terminó segundo en la tabla acumulada de la Copa Federación, perdiendo el primer lugar apenas por un cuarto de punto frente a su eterno rival, Universitario. Algo similar ocurrió en el año 2019, año en el que queda tercero del Torneo de Reserva en la última fecha. Para el inicio del torneo las selecciones sub-20 y sub-17 se encontraban concentradas para sus participaciones en los Sudamericanos respectivos, lo cual permitió que se contase con jóvenes valores de la cantera desde las primeras fechas. Tras la sorpresiva partida de Juan Pablo Carranza, valor destacadísimo de la reserva en el 2018, a un equipo de Copa Perú; el DT buscó en las canteras y consolidó a Oswaldo Valenzuela mientras promovía jóvenes valores como Nahuel Rodríguez y Junior Buitrón. La salida de Erick Noriega al fútbol japonés la temporada anterior había permitido la aparición de Miguel Cornejo como valor de la zona media del equipo. La promoción de Gonzalo Sánchez mientras Miguel Ángel Russo estuvo al mando del primer equipo y la salida de Jack Cirilo a préstamo no afectó a un equipo que se supo reforzar con Nicolás Tami. Así, con caras nuevas que se adaptaron al funcionamiento anterior, el equipo dio pelea hasta el final del campeonato. No obstante, la vuelta de los seleccionados nacionales después de disputar los Sudamericanos, la salida a préstamo de varios reservistas a otros equipos como parte de una nueva política del club y el consecuente regreso de los canteranos a sus categorías para la disputa de la Copa Federación hicieron que el equipo no terminara de cuajar y tuviese que recurrir a jugadores del primer equipo en varias ocasiones; siendo Duclós, Guidino y Manzaneda los más citados. La falta de una línea base se sintió y el equipo culminó en el tercer lugar de la acumulada.

## Organigrama deportivo

### Altas y bajas
| Altas             | Altas             | Altas        | Altas    |
| Jugador           | Posición          | Procedencia  | Tipo     |
| ----------------- | ----------------- | ------------ | -------- |
| Kluiverth Aguilar | Lateral derecho   | Regatas Lima | Traspaso |
| Dylan Caro        | Lateral izquierdo | Unión Huaral | Traspaso |
| Joao Montoya      | Defensor central  | Cantolao     | Traspaso |

| Bajas               | Bajas               | Bajas          | Bajas           |
| Jugador             | Posición            | Destino        | Tipo            |
| ------------------- | ------------------- | -------------- | --------------- |
| Roberto Villamarín  | Carrilero derecho   | Manucci        | Fin de contrato |
| José Marina         | Volante de marca    | Atlético Grau  | Fin de contrato |
| Walter Tandazo      | Volante de creación | FBC Melgar     | Traspaso        |
| Juan Pablo Carranza | Volante con llegada | Paz Soldán FBC | Libre           |
| Franco Allain       | Delantero central   | Por definir    | Libre           |
| Franz Schmidt       | Defensor central    | Unión Huaral   | Cesión          |
| Miguel Cornejo      | Volante con llegada | Unión Huaral   | Cesión          |
| Fabrizio Salazar    | Arquero             | Unión Huaral   | Cesión          |
| Leonardo De La Cruz | Puntero izquierdo   | Real Oviedo    | Prueba          |

## Parcela técnica

### Historial de entrenadores
| Entrenador       | Periodo       |
| ---------------- | ------------- |
| José Soto        | 2010-2011     |
| Aldo Cavero      | 2012          |
| Willy López      | 2013          |
| Jaime Duarte     | 2014          |
| Gustavo Roverano | 2015          |
| Roberto Holsen   | 2016          |
| Fabricio Sierra  | 2016-2017     |
| Guillermo Salas  | 2018-2020     |
| Kenji Aparicio   | 2021-2022     |
| Nixon Perea      | 2023-presente |

## Estadísticas
PJ=Partidos jugados; PG=Partidos ganados; PE=Partidos empatados; PP=Partidos perdidos; GF=Goles a favor; GC=Goles en contra; DG=Diferencia de goles

## Palmarés

### Torneos nacionales
| Competición nacional                | Títulos     | Subcampeonatos |
| ----------------------------------- | ----------- | -------------- |
| Torneo de Promoción y Reserva (2/2) | 2011, 2022. | 2013, 2018.    |